# Raymond et Agnès
Raymond and Agnes est un opéra en 4 actes d'Edward Loder. Le livret d'Edward Fitzball est inspiré du roman gothique le Moine de Matthew Gregory Lewis. L'œuvre est créée le 14 août 1855 au Théâtre royal de Manchester (en).

## Rôles
| Rôle                      | Type de voix  | Première distribution, 14 août 1855 (direction : Edward Loder) |
| ------------------------- | ------------- | -------------------------------------------------------------- |
| Don Raymond               | ténor         | George Perren                                                  |
| Lady Agnes                | soprano       | Rudersdorff                                                    |
| Baron Inigo of Lindenberg | baryton basse | Hamilton Braham                                                |
| Madelina                  | mezzo-soprano | Susan Pyne                                                     |
| Antoni                    | baryton       | J. T. Haines                                                   |
| Ravella                   | soprano       | Marie-Louisa Pyne                                              |
| Theodore                  |               | Charles Lyall                                                  |
| Francesco                 |               | J. H. Leffler                                                  |
| Roberto                   |               | G. C. Rowland                                                  |
| Landlord of Golden Wolf   |               | E. Connell                                                     |